# Кубок Футбольной лиги 1985/1986
Кубок Футбольной лиги 1985/86 (англ. 1985–86 Football League Cup) стал двадцать шестым розыгрышем Кубка Футбольной лиги, клубного турнира на выбывание для английских и валлийских футбольных клубов, выступавших в Футбольной лиге Англии. Турнир прошёл с 20 августа 1985 года по 20 апреля 1986 года.
Победу в турнире одержал клуб «Оксфорд Юнайтед», обыгравший в финальном матче «Куинз Парк Рейнджерс» на стадионе «Уэмбли» в Лондоне.
«Оксфорд Юнайтед» должен был сыграть в Кубке УЕФА следующего сезона в качестве обладателя Кубка Футбольной лиги, но из-за действий болельщиков «Ливерпуля», приведших к Эйзельской трагедии 1985 года, был дисквалифицирован наряду с другими английскими клубами.
Телевизионное вещание матчей Кубка Футбольной лиги (как и матчей всех дивизионов Футбольной лиги и Кубка Англии)  в том сезоне началось только в январе 1986 года, так как Футбольная лига Англии не согласовала показ матчей с британскими телекомпаниями с начала сезона 1985/86.

## Первый раунд
В первом раунде приняли участие 56 команд: все 48 команд, входивших в Третий и Четвёртый дивизионы, а также восемь команд из Второго дивизиона (три команды, вышедшие во Второй дивизион из Третьего и пять команд, занявших места с 15-го по 19-е по итогам предыдущего сезона Футбольной лиги. Каждая команда играла с соперником дважды: дома и на выезде, победитель определялся по сумме двух матчей.
| Первая команда    | Первый матч | Ответный матч | Итог | Вторая команда          | Даты            | Даты             |
| Первая команда    | Первый матч | Ответный матч | Итог | Вторая команда          | Первый матч     | Ответный матч    |
| ----------------- | ----------- | ------------- | ---- | ----------------------- | --------------- | ---------------- |
| Олдершот          | 1:3         | 2:2           | 3:5  | Лейтон Ориент           | 20 августа 1985 | 3 сентября 1985  |
| Болтон Уондерерс  | 4:1         | 1:1           | 5:2  | Стокпорт Каунти         | 20 августа 1985 | 3 сентября 1985  |
| Брэдфорд Сити     | 2:2         | 4:3           | 6:5  | Честерфилд              | 21 августа 1985 | 3 сентября 1985  |
| Бристоль Роверс   | 2:0         | 0:1           | 2:1  | Ньюпорт Каунти          | 20 августа 1985 | 3 сентября 1985  |
| Бернли            | 2:1         | 3:5           | 5:6  | Бери                    | 20 августа 1985 | 3 сентября 1985  |
| Кембридж Юнайтед  | 1:1         | 0:2           | 1:3  | Брентфорд               | 20 августа 1985 | 3 сентября 1985  |
| Кардифф Сити      | 2:1         | 1:3           | 3:4  | Суонси Сити             | 20 августа 1985 | 3 сентября 1985  |
| Чарльтон Атлетик  | 1:2         | 1:1           | 2:3  | Кристал Пэлас           | 20 августа 1985 | 3 сентября 1985  |
| Колчестер Юнайтед | 2:3         | 1:4           | 3:7  | Миллуолл                | 21 августа 1985 | 3 сентября 1985  |
| Кру Александра    | 3:3         | 4:3           | 7:6  | Карлайл Юнайтед         | 20 августа 1985 | 3 сентября 1985  |
| Дарлингтон        | 3:2         | 0:0           | 3:2  | Сканторп Юнайтед        | 20 августа 1985 | 10 сентября 1985 |
| Дерби Каунти      | 3:0         | 0:2           | 3:2  | Хартлпул Юнайтед        | 21 августа 1985 | 4 сентября 1985  |
| Галифакс Таун     | 1:1         | 0:3           | 1:4  | Халл Сити               | 20 августа 1985 | 3 сентября 1985  |
| Херефорд Юнайтед  | 5:1         | 0:2           | 5:3  | Бристоль Сити           | 21 августа 1985 | 3 сентября 1985  |
| Мансфилд Таун     | 2:0         | 4:4           | 6:4  | Мидлсбро                | 21 августа 1985 | 3 сентября 1985  |
| Ноттс Каунти      | 1:0         | 1:2           | 2:2  | Донкастер Роверс        | 20 августа 1985 | 3 сентября 1985  |
| Питерборо Юнайтед | 0:0         | 0:2           | 0:2  | Нортгемптон Таун        | 21 августа 1985 | 3 сентября 1985  |
| Плимут Аргайл     | 2:1         | 0:2           | 2:3  | Эксетер Сити            | 20 августа 1985 | 4 сентября 1985  |
| Престон Норт Энд  | 2:1         | 3:1           | 5:2  | Блэкпул                 | 20 августа 1985 | 3 сентября 1985  |
| Рединг            | 1:3         | 0:2           | 1:5  | Борнмут                 | 21 августа 1985 | 3 сентября 1985  |
| Ротерем Юнайтед   | 1:3         | 1:5           | 2:8  | Шеффилд Юнайтед         | 20 августа 1985 | 3 сентября 1985  |
| Саутенд Юнайтед   | 1:1         | 0:2           | 1:3  | Джиллингем              | 20 августа 1985 | 3 сентября 1985  |
| Торки Юнайтед     | 1:2         | 2:2           | 3:4  | Суиндон Таун            | 20 августа 1985 | 3 сентября 1985  |
| Транмир Роверс    | 1:3         | 0:0           | 1:3  | Честер Сити             | 28 августа 1985 | 4 сентября 1985  |
| Уолсолл           | 4:1         | 1:0           | 5:1  | Вулверхэмптон Уондерерс | 20 августа 1985 | 3 сентября 1985  |
| Уиган Атлетик     | 2:1         | 0:2           | 2:3  | Порт Вейл               | 20 августа 1985 | 2 сентября 1985  |
| Рексем            | 4:0         | 1:2           | 5:2  | Рочдейл                 | 20 августа 1985 | 3 сентября 1985  |
| Йорк Сити         | 2:1         | 2:1           | 4:2  | Линкольн Сити           | 20 августа 1985 | 4 сентября 1985  |

## Второй раунд
Во втором раунде приняли участие 64 команды: 28 победителей первого раунда, 14 оставшихся команд Второго дивизиона и все 22 команды Первого дивизиона. Каждая команда играла с соперником дважды: дома и на выезде, победитель определялся по сумме двух матчей.
| Первая команда           | Первый матч | Ответный матч | Итог | Вторая команда    | Даты             | Даты            |
| Первая команда           | Первый матч | Ответный матч | Итог | Вторая команда    | Первый матч      | Ответный матч   |
| ------------------------ | ----------- | ------------- | ---- | ----------------- | ---------------- | --------------- |
| Брентфорд                | 2:2         | 0:2           | 2:4  | Шеффилд Уэнсдей   | 25 сентября 1985 | 15 октября 1985 |
| Брайтон энд Хоув Альбион | 5:2         | 2:0           | 7:2  | Брэдфорд Сити     | 25 сентября 1985 | 9 октября 1985  |
| Бристоль Роверс          | 2:3         | 1:2           | 3:5  | Бирмингем Сити    | 24 сентября 1985 | 9 октября 1985  |
| Бери                     | 1:2         | 1:2           | 2:4  | Манчестер Сити    | 25 сентября 1985 | 9 октября 1985  |
| Честер Сити              | 1:2         | 2:7           | 3:9  | Ковентри Сити     | 25 сентября 1985 | 9 октября 1985  |
| Кру Александра           | 1:3         | 2:3           | 3:6  | Уотфорд           | 24 сентября 1985 | 8 октября 1985  |
| Кристал Пэлас            | 0:1         | 0:1           | 0:2  | Манчестер Юнайтед | 24 сентября 1985 | 9 октября 1985  |
| Дерби Каунти             | 2:0         | 1:1           | 3:1  | Лестер Сити       | 25 сентября 1985 | 9 октября 1985  |
| Эвертон                  | 3:2         | 2:0           | 5:2  | Борнмут           | 25 сентября 1985 | 7 октября 1985  |
| Эксетер Сити             | 1:4         | 1:8           | 2:12 | Астон Вилла       | 25 сентября 1985 | 9 октября 1985  |
| Фулхэм                   | 1:1         | 4:2           | 5:3  | Ноттс Каунти      | 24 сентября 1985 | 8 октября 1985  |
| Джиллингем               | 1:3         | 1:2           | 2:5  | Портсмут          | 24 сентября 1985 | 8 октября 1985  |
| Гримсби Таун             | 1:1         | 3:2           | 4:3  | Йорк Сити         | 24 сентября 1985 | 8 октября 1985  |
| Херефорд Юнайтед         | 0:0         | 1:2           | 1:2  | Арсенал           | 25 сентября 1985 | 8 октября 1985  |
| Ипсвич Таун              | 3:1         | 4:1           | 7:2  | Дарлингтон        | 24 сентября 1985 | 8 октября 1985  |
| Лидс Юнайтед             | 0:0         | 3:0           | 3:0  | Уолсолл           | 25 сентября 1985 | 8 октября 1985  |
| Ливерпуль                | 3:0         | 5:2           | 8:2  | Олдем Атлетик     | 24 сентября 1985 | 9 октября 1985  |
| Мансфилд Таун            | 2:2         | 0:2           | 2:4  | Челси             | 25 сентября 1985 | 9 октября 1985  |
| Миллуолл                 | 0:0         | 0:0           | 0:0  | Саутгемптон       | 25 сентября 1985 | 8 октября 1985  |
| Ньюкасл Юнайтед          | 0:0         | 1:1           | 1:1  | Барнсли           | 25 сентября 1985 | 8 октября 1985  |
| Ноттингем Форест         | 4:0         | 3:0           | 7:0  | Болтон Уондерерс  | 25 сентября 1985 | 8 октября 1985  |
| Лейтон Ориент            | 2:0         | 0:4           | 2:4  | Тоттенхэм Хотспур | 23 сентября 1985 | 30 октября 1985 |
| Оксфорд Юнайтед          | 2:1         | 2:0           | 4:1  | Нортгемптон Таун  | 25 сентября 1985 | 8 октября 1985  |
| Престон Норт Энд         | 1:1         | 1:2           | 2:3  | Норвич Сити       | 30 сентября 1985 | 9 октября 1985  |
| Куинз Парк Рейнджерс     | 3:0         | 5:1           | 8:1  | Халл Сити         | 24 сентября 1985 | 8 октября 1985  |
| Шеффилд Юнайтед          | 1:2         | 1:3           | 2:5  | Лутон Таун        | 24 сентября 1985 | 8 октября 1985  |
| Шрусбери Таун            | 2:3         | 2:0           | 4:3  | Хаддерсфилд Таун  | 24 сентября 1985 | 8 октября 1985  |
| Сандерленд               | 3:2         | 1:3           | 4:5  | Суиндон Таун      | 24 сентября 1985 | 8 октября 1985  |
| Вест Бромвич Альбион     | 1:0         | 2:2           | 3:2  | Порт Вейл         | 24 сентября 1985 | 8 октября 1985  |
| Вест Хэм Юнайтед         | 3:0         | 3:2           | 6:2  | Суонси Сити       | 24 сентября 1985 | 8 октября 1985  |
| Уимблдон                 | 5:0         | 1:2           | 6:2  | Блэкберн Роверс   | 24 сентября 1985 | 8 октября 1985  |
| Рексем                   | 0:1         | 0:1           | 0:2  | Сток Сити         | 24 сентября 1985 | 8 октября 1985  |

## Третий раунд
В третьем раунде приняли участие 32 команды, одержавшие победы во втором раунде. В отличие от предыдущих двух раундов, победитель определялся в одном матче, в случае ничейного исхода назначалась переигровка.

### Матчи
| Хозяева           | Счёт | Гости                    | Дата            |
| ----------------- | ---- | ------------------------ | --------------- |
| Бирмингем Сити    | 1:1  | Саутгемптон              | 29 октября 1985 |
| Челси             | 1:1  | Фулхэм                   | 29 октября 1985 |
| Ковентри Сити     | 0:0  | Вест Бромвич Альбион     | 29 октября 1985 |
| Дерби Каунти      | 1:2  | Ноттингем Форест         | 30 октября 1985 |
| Гримсби Таун      | 0:2  | Ипсвич Таун              | 29 октября 1985 |
| Лидс Юнайтед      | 0:3  | Астон Вилла              | 30 октября 1985 |
| Ливерпуль         | 4:0  | Брайтон энд Хоув Альбион | 29 октября 1985 |
| Лутон Таун        | 0:2  | Норвич Сити              | 29 октября 1985 |
| Манчестер Сити    | 1:2  | Арсенал                  | 30 октября 1985 |
| Манчестер Юнайтед | 1:0  | Вест Хэм Юнайтед         | 29 октября 1985 |
| Оксфорд Юнайтед   | 3:1  | Ньюкасл Юнайтед          | 30 октября 1985 |
| Портсмут          | 2:0  | Сток Сити                | 29 октября 1985 |
| Шрусбери Таун     | 1:4  | Эвертон                  | 29 октября 1985 |
| Суиндон Таун      | 1:0  | Шеффилд Уэнсдей          | 29 октября 1985 |
| Тоттенхэм Хотспур | 2:0  | Уимблдон                 | 6 ноября 1985   |
| Уотфорд           | 0:1  | Куинз Парк Рейнджерс     | 29 октября 1985 |

### Переигровки
| Хозяева              | Счёт | Гости          | Дата          |
| -------------------- | ---- | -------------- | ------------- |
| Саутгемптон          | 3:0  | Бирмингем Сити | 6 ноября 1985 |
| Фулхэм               | 0:1  | Челси          | 6 ноября 1985 |
| Вест Бромвич Альбион | 4:3  | Ковентри Сити  | 6 ноября 1985 |

## Четвёртый раунд
Во четвёртом раунде приняли участие 16 команд, одержавшие победы в третьем раунде. Победитель определялся в одном матче, в случае ничейного исхода назначалась переигровка.

### Матчи
| Хозяева              | Счёт | Гости                | Дата           |
| -------------------- | ---- | -------------------- | -------------- |
| Арсенал              | 0:0  | Саутгемптон          | 19 ноября 1985 |
| Астон Вилла          | 2:2  | Вест Бромвич Альбион | 19 ноября 1985 |
| Челси                | 2:2  | Эвертон              | 26 ноября 1985 |
| Ипсвич Таун          | 6:1  | Суиндон Таун         | 26 ноября 1985 |
| Ливерпуль            | 2:1  | Манчестер Юнайтед    | 26 ноября 1985 |
| Оксфорд Юнайтед      | 3:1  | Норвич Сити          | 19 ноября 1985 |
| Куинз Парк Рейнджерс | 3:1  | Ноттингем Форест     | 25 ноября 1985 |
| Тоттенхэм Хотспур    | 0:0  | Портсмут             | 19 ноября 1985 |

### Переигровки
| Хозяева              | Счёт | Гости             | Дата            |
| -------------------- | ---- | ----------------- | --------------- |
| Саутгемптон          | 0:3  | Арсенал           | 26 ноября 1985  |
| Вест Бромвич Альбион | 1:2  | Астон Вилла       | 26 ноября 1985  |
| Эвертон              | 1:2  | Челси             | 10 декабря 1985 |
| Портсмут             | 0:0  | Тоттенхэм Хотспур | 26 ноября 1985  |

### Вторая переигровка
| Хозяева           | Счёт | Гости    | Дата            |
| ----------------- | ---- | -------- | --------------- |
| Тоттенхэм Хотспур | 0:1  | Портсмут | 10 декабря 1985 |

## Пятый раунд
Во пятом раунде приняли участие 8 команд, одержавшие победы в четвёртом раунде. Победитель определялся в одном матче, в случае ничейного исхода назначалась переигровка.

### Матчи
| Хозяева              | Счёт | Гости       | Дата           |
| -------------------- | ---- | ----------- | -------------- |
| Астон Вилла          | 1:1  | Арсенал     | 22 января 1986 |
| Ливерпуль            | 3:0  | Ипсвич Таун | 21 января 1986 |
| Оксфорд Юнайтед      | 3:1  | Портсмут    | 22 января 1986 |
| Куинз Парк Рейнджерс | 1:1  | Челси       | 22 января 1986 |

### Переигровки
| Хозяева | Счёт | Гости                | Дата           |
| ------- | ---- | -------------------- | -------------- |
| Арсенал | 1:2  | Астон Вилла          | 4 февраля 1986 |
| Челси   | 0:2  | Куинз Парк Рейнджерс | 29 января 1986 |

## Полуфиналы
В полуфиналах приняли участие 4 команды, победившие в пятом раунде. Каждая команда играла с соперником дважды: дома и на выезде, победитель определялся по сумме двух матчей.
Фаворит турнира «Ливерпуль», который вёл борьбу за «домашний требл», неожиданно был выбит из турнира лондонским «Куинз Парк Рейнджерс». В другой полуфинальной паре новичок Первого дивизиона «Оксфорд Юнайтед» прошёл «Астон Виллу».

### Первые матчи
| Куинз Парк Рейнджерс | 1:0     | Ливерпуль |
| -------------------- | ------- | --------- |
| Феник 22′            | (отчёт) |           |

| Астон Вилла | 2:2 | Оксфорд Юнайтед  |
| ----------- | --- | ---------------- |
|             |     | Олдридж ? (пен.) |

### Ответные матчи
| Ливерпуль                  | 2:2     | Куинз Парк Рейнджерс                   |
| -------------------------- | ------- | -------------------------------------- |
| Макмаон 42′ · Джонстон 69′ | (отчёт) | Уилан 58′ (авт.) · Гиллеспи 84′ (авт.) |

«Куинз Парк Рейнджерс» выиграл по счётом 3:2 по сумме двух матчей и вышел в финал.
| Оксфорд Юнайтед  | 2:1 | Астон Вилла |
| ---------------- | --- | ----------- |
| Филлипс · Чарльз |     | Гол         |

«Оксфорд Юнайтед» выиграл по счётом 4:3 по сумме двух матчей и вышел в финал.

## Финал
Финал турнира прошёл 20 апреля 1986 года на лондонском стадионе «Уэмбли». «Оксфорд Юнайтед» одержал уверенную победу со счётом 3:0.
| Оксфорд Юнайтед                       | 3:0 | Куинз Парк Рейнджерс |
| ------------------------------------- | --- | -------------------- |
| Хебберд 40′ · Хаутон 52′ · Чарльз 86′ |     |                      |

| Оксфорд Юнайтед | Куинз Парк Рейнджерс |